# Zelandotipula associans
Zelandotipula associans är en tvåvingeart som först beskrevs av Walker 1861.  Zelandotipula associans ingår i släktet Zelandotipula och familjen storharkrankar. Inga underarter finns listade i Catalogue of Life.